# I Lie Here Buried with My Rings and My Dresses
I Lie Here Buried with My Rings and My Dresses (укр. Я лежу тут похована з моїми каблучками й моїми сукнями) (стилізований великими літерами) — третій студійний альбом замбійсько-канадської реперки Backxwash. Його було випущено 20 червня 2021 року під лейблом UglyHag Records.

## Сингли
Сингл «I Lie Here Buried with My Rings and My Dresses» за участі Ади Рук вийшов 6 травня 2021 року.

## Огляди та оцінки
Загалом, альбом отримав позитивні відгуки критиків. На Exclaim! написали, що описують альбом як «повстання проти усталених соціальних і стилістичних норм», даючи альбому оцінку 9/10. На Beats Per Minute Hip Hop 2021: Halftime написали: «Backxwash — талановита реперка та талановита авторка текстів; однак її робота є надзвичайно текстурною та інстинктивною, з похмурою атмосферою, яка виходить за межі умовностей та жанру». Там альбомові дали оцінку 85/100%.
Оглядаючи альбом на AllMusic, Пол Сімпсон написав, що, «хоча в її виконанні безсумнівно є щось моторошне та театральне, здається, що вона ніколи не зацікавлена в простому шоці. Її тексти неприховано походять з особистого досвіду та намагаються передати те, через що вона проходить, особливо коли її життя є найтемнішим».
Альбом потрапив у список музичної премії Polaris 2022.

## Список треків
| I Lie Here Buried with My Rings and My Dresses | I Lie Here Buried with My Rings and My Dresses                       | I Lie Here Buried with My Rings and My Dresses | I Lie Here Buried with My Rings and My Dresses | I Lie Here Buried with My Rings and My Dresses |
| #                                              | Назва                                                                | Автор слів                                     | Продюсери                                      | Тривалість                                     |
| ---------------------------------------------- | -------------------------------------------------------------------- | ---------------------------------------------- | ---------------------------------------------- | ---------------------------------------------- |
| 1.                                             | «Purpose of Pain»                                                    | Backxwash                                      | Backxwash                                      | 1:21                                           |
| 2.                                             | «Wail of the Banshee» (за участі SurgeryHead)                        | Backxwash SurgeryHead                          | Backxwash                                      | 2:04                                           |
| 3.                                             | «I Lie Here Buried with My Rings and My Dresses» (за участі Ади Рук) | Backxwash Ада Рук                              | Backxwash                                      | 4:58                                           |
| 4.                                             | «Terror Packets» (за участі Censored Dialogue)                       | Backxwash Джаз Аврора                          | Backxwash                                      | 4:59                                           |
| 5.                                             | «In Thy Holy Name» (за участі Лорен Босфілд)                         | Backxwash                                      | Backxwash                                      | 3:36                                           |
| 6.                                             | «Blood in the Water»                                                 | Backxwash Джонатан Снайпс Вільям Хатсон        | Clipping                                       | 1:39                                           |
| 7.                                             | «Songs of Sinners» (за участі Sad13 і Ади Рук)                       | Backxwash Седі Дюпюї                           | Backxwash                                      | 4:45                                           |
| 8.                                             | «666 in Luxaxa»                                                      | Backxwash                                      | Backxwash                                      | 2:38                                           |
| 9.                                             | «Nine Hells»                                                         | Backxwash Ерік Балдероз Джемі Морган           | Code Orange Nowhere2run                        | 2:58                                           |
| 10.                                            | «Burn to Ashes» (за участі Майкла Ґо)                                | Backxwash Майкл Ґо Вільям Оуен Беннет          | Backxwash Вільям Оуен Беннет                   | 4:01                                           |
| 33:03                                          |                                                                      |                                                |                                                |                                                |